# 小行星20804
小行星20804（20804 Etter）是一颗绕太阳运转的小行星，为主小行星带小行星。该小行星于2000年9月25日发现。

## 轨道参数
小行星20804的轨道半长轴为2.4207197 UA，离心率为0.178。